# 侍魂 天草降临
《侍魂 天草降临》是一款由SNK公司制作和发行的格斗类游戏。游戏首先于1996年在街机发行，后于SNK的NEOGEO、PlayStation和世嘉土星等平台发行。
与其他作不同的是，本作将空中封锁移除。在人物角色方面，一些旧版人物得到恢复。